# Bầu cử tổng thống Guinée 2020
Cuộc bầu cử tổng thống được tổ chức tại Guinée vào ngày 18 tháng 10 năm 2020. Tổng thống đương nhiệm Alpha Condé đang tranh cử nhiệm kỳ thứ ba.

## Kết quả
| Ứng cử viên                  | Ứng cử viên                  | Đảng                                   | Phiếu bầu | %      |
| ---------------------------- | ---------------------------- | -------------------------------------- | --------- | ------ |
|                              | Alpha Condé                  | Mặt trận Nhân dân Guinée               | 2.438.815 | 59.50  |
|                              | Cellou Dalein Diallo         | Liên minh Lực lượng Dân chủ Guinée     | 1.372.920 | 33.49  |
|                              | Ibrahima Abé Sylla           | Thế hệ Mới cho nền Cộng hòa            | 63.676    | 1.55   |
|                              | Ousmane Kaba                 | Đảng Dân chủ vì Hy vọng                | 48.623    | 1.19   |
|                              | Ousmane Doré                 | Phong trào Quốc gia vì sự Phát triển   | 46.235    | 1.13   |
|                              | Makalé Camara                | Mặt trận Liên minh Quốc gia            | 29.958    | 0.73   |
|                              | Makalé Traoré                | Đảng Hành động Công dân vì Công việc   | 29.589    | 0.72   |
|                              | Abdoul Kabèlè Camara         | Mặt trận vì sự Phát triển của Guinée   | 22.507    | 0.55   |
|                              | Abdoulaye Kourouma           | Mặt trận vì sự Phục hưng và Phát triển | 19.073    | 0.47   |
|                              | Moro Mandjouf Sidibé         | Liên minh vì Lực lượng Thay đổi        | 10.362    | 0.25   |
|                              | Laye Souleymane Diallo       | Đảng Tự do và Tiến bộ                  | 9.619     | 0.23   |
|                              | Bouya Konaté                 | Liên minh Bảo vệ Lợi ích Cộng hòa      | 7.544     | 0.18   |
| Tổng cộng                    | Tổng cộng                    | Tổng cộng                              | 4.098.921 | 100.00 |
|                              |                              |                                        |           |        |
| Phiếu bầu hợp lệ             | Phiếu bầu hợp lệ             | Phiếu bầu hợp lệ                       | 4.098.921 | 96.05  |
| Phiếu bầu không hợp lệ/trống | Phiếu bầu không hợp lệ/trống | Phiếu bầu không hợp lệ/trống           | 168.653   | 3.95   |
| Tổng cộng phiếu bầu          | Tổng cộng phiếu bầu          | Tổng cộng phiếu bầu                    | 4.267.574 | 100.00 |
| Cử tri phiếu bầu đã đăng ký  | Cử tri phiếu bầu đã đăng ký  | Cử tri phiếu bầu đã đăng ký            | 5.367.198 | 79.51  |
| Nguồn: CENI Guinea           |                              |                                        |           |        |